# Anne a Franței
Anne a Franței (sau Anne de Beaujeu)  (3 aprilie 1461 – 14 noiembrie 1522) a fost fiica cea mare a regelui Ludovic al XI-lea al Franței și a celei de-a doua soții, Charlotte de Savoia. Anne a fost sora regelui Carol al VIII-lea al Franței, pentru care a fost regentă în timpul minoratului acestuia; și a Ioanei a Franței, care a fost pentru scurtă vreme soția regelui Ludovic al XII-lea. Ca regentă a Franței, Anne a fost una dintre cele mai puternice femei ale sfârșitului secolului al XV-lea și era numită Madame la Grand.

## Naștere și căsătorie

Blazonul Prințesei Anne

Anne s-a născut la Castelul Genappe din ducatul de Brabant la 3 aprilie 1461, ca fiica supraviețuitoare cea mare a regelui Ludovic al XI-lea al Franței și a reginei Charlotte de Savoia. Fratele ei, Carol îi va succeda mai târziu tatălui lor sub numele de Carol al VIII-lea al Franței. Sora ei mai mică Joan a devenit pentru o scurtă perioadă, regină consort a Franței ca prima soție a regelui Ludovic al XII-lea. Anne a fost logodită inițial cu Nicholas, Duce de Lorena și a fost creată vicontesă de Thouars în 1468 în anticiparea căsătoriei. Totuși, Nicholas a rupt logodna pentru a se căsători cu Maria, Ducesă de Burgundia, apoi a murit pe neașteptate în 1473, determinându-l pe Ludovic șă-și ia înapoi fieful. În același an, la 3 noiembrie, Anne s-a căsătorit cu Petru al II-lea, Duce de Bourbon și a preluat conducerea provinciei Beaujolais când soțului ei i-a fost cedat titlul de Lord de Beaujeu de către fratelui lui Ducele de Bourbon. Anne avea 12 ani.

## Regența

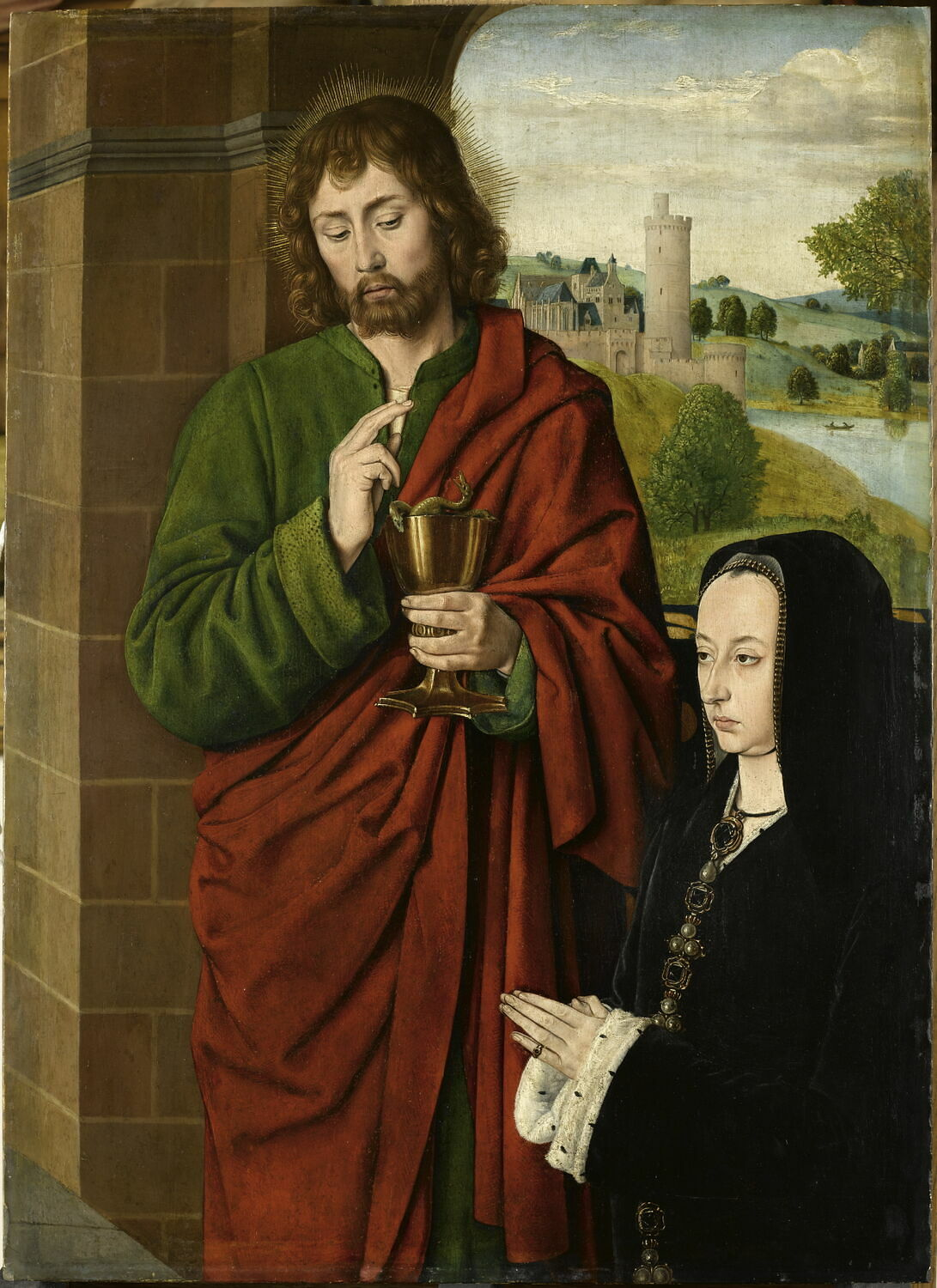
Reprezentare a Annei și a Sf. Ioan Evanghelistul

În timpul minoratului fratelui Annei, Carol al VIII-lea al Franței, Petru și Anne au deținut regența Franței. Această regență a durat din 1483 până în 1491 și împreună au menținut autoritatea regală și unitatea regatului împotriva facțiunii Orléans, care a inițiat o revoltă în timpul războiului nebun din anii 1480. Ca regentă, Anne a fost una dintre cele mai puternice femei de la sfârșitul secolului al XV-lea.
Ea i-a dat sprijinul lui Henric Tudor împotriva rivalului său, regele Richard al III-lea al Angliei, când Henric i-a cerut ajutorul pentru a-l elimina pe Richard, care a fost considerat de mulți a fi fost un uzurpator. Anne i-a furnizat trupe franceze pentru invazia din 1485, care a culminat cu Bătălia de la Bosworth la 22 august, unde Henric a fost învingător, și a acces la tron sub numele de Henric al VII-lea.
Anne a făcut tratatul care a dus la încheierea Războiului de 100 de Ani, Tratatul de la Etaples și, în 1491 (în ciuda opoziției Austriei și a Angliei), a aranjat căsătoria fratelui ei Carol cu Anne, ducesă de Bretania, în scopul de a anexa Bretania coroanei franceze. Când Carol a încheiat regența în 1491, atât Anne cât și Petru au căzut victime mâniei noii regine, furioasă că independență ducatului ei a fost compromisă.
Anne și Petru au avut un singur copil care a supraviețuit, Suzanne, născută la 10 mai 1491. Suzanne i-a succedat lui Petru ca Ducesă de Bourbon în 1503. Anne totuși, a fost întotdeauna elementul dominat în căsătorie și a rămas administratorul terenurilor Bourbon după moartea soțului ei, protejându-le de la abuzuri regale. În plus față de o personalitate puternică, Anne a fost o femeie extrem de inteligentă, perspicace și energică. Tatăl ei a numit-o "cea mai puțin nătângă femeie din Franța". Anne a fost brunetă, cu o frunte înaltă și sprâncenele arcuite fin. Ea a fost descrisă ca având ochi căprui, cu care își pironea interlocutorul, nas ascuțit arogant, buze subțiri, mâini subțiri, și "stătea dreaptă ca o lance".